# Certhilauda
Certhilauda – rodzaj ptaków z rodziny skowronków (Alaudidae).

## Zasięg występowania
Rodzaj obejmuje gatunki występujące w południowej Afryce.

## Morfologia
Długość ciała 16–24 cm; masa ciała 30–60 g (samce są znacznie większe od samic).

## Systematyka
Rodzaj zdefiniował w 1827 roku angielski zoolog William Swainson na łamach „The Zoological journal”. Jako gatunek typowy Swainson wyznaczył szponiaka długodziobego (C. curvirostris).

### Etymologia
- Corydalis: gr. κορυδαλος korudalos, κορυδαλλις korudallis, κορυδαλλιδος korudallidos ‘skowronek’, od κορυς korus, κορυθος koruthos ‘hełm’[12]. Typ nomenklatoryczny: Boie nie wskazał gatunku typowego; typ nomenklatoryczny w ramach późniejszego oznaczenia Alauda africana J.F. Gmelin, 1789 (= Alauda curvirostris Hermann, 1783)[13].
- Certhilauda (Certhilanda, Certhialauda): zbitka wyrazowa nazw rodzajów: Certhia Linnaeus, 1758 (pełzacz) oraz Alauda Linnaeus, 1758 (skowronek)[14].
- Pseudocorys: gr. ψευδος pseudos ‘fałszywy’; łac. corys ‘skowronek’, od κορυδος korudos ‘dzierlatka’, od κορυς korus, κορυθος koruthos ‘hełm’[15].
- Thinotretis: gr. θις this, θινος thinos ‘piasek, pustynia’; τετραινω tetrainō ‘przebić się, przedziurawić’[16].
- Toxocorys: gr. τοξον toxon ‘łuk’; łac. corys ‘skowronek’, od κορυδος korudos ‘dzierlatka’, od κορυς korus, κορυθος koruthos ‘hełm’[17].
- Heterocorys: gr. ἑτερος heteros ‘inny’; łac. corys ‘skowronek’, od κορυδος korudos ‘dzierlatka’, od κορυς korus, κορυθος koruthos ‘hełm’[18]. Typ nomenklatoryczny: Alauda breviunguis Sundevall, 1850 (= Alauda chuana A. Smith, 1836).

### Podział systematyczny
Do rodzaju należą następujące gatunki:
- Certhilauda chuana (A. Smith, 1836) – szponiak krótkoszpony
- Certhilauda benguelensis (Sharpe, 1904) – szponiak jasnoszyi
- Certhilauda subcoronata A. Smith, 1843 – szponiak namibijski
- Certhilauda curvirostris (Hermann, 1783) – szponiak długodzioby
- Certhilauda brevirostris Roberts, 1941 – szponiak przylądkowy
- Certhilauda semitorquata A. Smith, 1836 – szponiak zuluski